# Laroque-des-Arcs
Laroque-des-Arcs era un comune francese di 509 abitanti situato nel dipartimento del Lot nella regione dell'Occitania. Il 1º gennaio 2017 i comuni di Cours, Laroque-des-Arcs e Valroufié si sono uniti per formare il nuovo comune di Bellefont-La Rauze di cui sono divenuti comuni delegati.

## Società

### Evoluzione demografica
Abitanti censiti